# Nitocris II
Pour les articles homonymes, voir Nitocris (homonymie).
Nitocris II est divine adoratrice d'Amon de -560 à -525 sous la XXVIe dynastie.
Elle est la fille du roi saïte Ahmôsis II et succède à Ânkhnesnéferibrê qui l’avait adoptée et avec qui elle partageait la fonction depuis -560. Elle occupe aussi la fonction de grande prêtresse d'Amon pendant une dizaine d'années.
Sa chapelle est construite dans la partie Nord du téménos de Karnak. Elle est la dernière divine adoratrice d'Amon, l'invasion perse par Cambyse II mettant fin à son sacerdoce.